# Thiago Silva
Thiago Emiliano da Silva (født 22. september 1984 i Rio de Janeiro, Brasilien) er en brasiliansk fodboldspiller, der siden august 2020 har spillet som midterforsvarer i den engelske Premier League-klub Chelsea FC. Tidligere har han optrådt for AC Milan, de brasilianske klubber RS Futebol, Juventude og Fluminense, for portugisiske FC Porto, franske Paris Saint Germain samt russiske Dynamo Moskva.

## Karriere

### Begyndelsen
Som ung trænede Thiago Silva med brasilianske Fluminense. Han underskrev dog ikke nogen kontrakt med klubben, men han blev senere tilbudt en professionel kontrakt af den lille brasilianske klub RS Futebol. Kort tid efter skrev under på en ny kontrakt med den nærliggende klub, Juventude.
Han fik en fremragende debutsæson for klubben i 2004. På dette tidpunkt havde Thiago Silva allerede spillet højre fløj, central midtbane og højre back, men han blev omdannet til fast midterforsvar.
Han tiltræk meget opmærksomhed i klubben, hvor han efter skrev kontrakt med Porto og kun et år senere et skifte til Rusland, hvor han skulle spille for Dynamo Moskva.
Hans tid i Porto og Dynamo Moskva blev ødelagt af skader og sygdom, der førte til at han i 2006 rejste hjem til Brasilien og genopbyggede sin karriere hos den klub, han støttede som ung, Fluminense.

### Fluminense
I Fluminense fik Thiago Silva sin form tilbage og var ikke længere ødelagt af skader og sygdom, Fluminense sluttede sæsonen på en 15. plads.
Det næste år sluttede Fluminense på en 4. plads. i Campeonato Brasileiro Série A med 39 mål i 38 kampe, de vandt udover Copa do Brasil.
Thiago Silva var en nøgle spiller for Fluminense i Copa Libertadores turneringen, men blev klubben blev nummer 2 efter at have tabt den sidste kamp til LDU Quito. 

### AC Milan
I December 2008 efter succes i Fluminense tog Silva et kæmpe spring i fodbolden, han underskrev en kontrakt med den italienske stor klub AC Milan, som havde købt ham for ca. 74,3 millioner kroner. Thiago Silva blev først officielt Milan-spiller fra juli 2009.
Han fik sin første kamp for klubben den. 21. Januar 2009, i en venskabs-kamp mod Hannover, hvor han spillede alle 90. minutter. Han fik sin Liga debut i en 2-1 sejr over Siena.
Han scorede sit første mål den. 8. november 2009, samt et selvmål i en kamp mod Lazio.
I sæson åbningen mod Lecce scorede han det "andet" mål i deres 4-0 sejr. Milan gik efter at vinde klubbens første Serie-A titel i syv år, med Thiago Silva i en vigtig rolle. Thiago Silva spillede 39 kampe for klubben denne sæson, med kun et gult kort.
Den 13. September 2011 scorede han et afgørende mål i det sidste minut imod FC Barcelona på Camp Nou, af et hjørne spark sparket af legendariske Clarence Seedorf, målet sikrede AC Milan fra at tabe og i stedet spille 2-2. Det var hans første Champions League mål.
Den 17. maj 2011 annoncerede AC Milan at Thiago Silva havde forlænget sin kontrakt til den 30. juni 2016.
Den 27. november 2011 blev Thiago Silva nævnt som ny kaptajn for klubben og han scorede i sin første kamp som kaptajn i 4-0 sejren over Chievo.

### Paris Saint Germain
Den. 14. juli 2012 annoncerede den ny-rige franske klub Paris Saint Germain at Thiago Silva havde skrevet under på en fem-årig aftale med klubben, der ville indbringe ham €12 millioner om året som indkomst.

### Landshold
Silva står (pr. 25. november 2022) noteret for 110 kampe samt 7 scoringer for Brasiliens landshold, som han debuterede for i 2008. Han var en del af den brasilianske trup til OL i Beijing i 2008, samt til VM i 2010 i Sydafrika, VM 2014 på hjemmebane, VM 2018 i Rusland og VM 2022 i Quatar.